# Solanum dianthum
Solanum dianthum är en potatisväxtart som beskrevs av Henry Hurd Rusby. Solanum dianthum ingår i släktet skattor som ingår i familjen potatisväxter. Inga underarter finns listade i Catalogue of Life.